# Erotolepsiella
Erotolepsiella is een geslacht van vliesvleugeligen uit de familie Pteromalidae. De wetenschappelijke naam van dit geslacht is voor het eerst geldig gepubliceerd in 1915 door Girault.

## Soorten
Het geslacht Erotolepsiella omvat de volgende soorten:
- Erotolepsiella bifasciata Girault, 1915
- Erotolepsiella indica Narendran, 2001